# Lilia Fisikovici
Lilia Fisikovici (Tiraspol, 29 marzo 1989) è una mezzofondista e maratoneta moldava.
Ha rappresentato la Moldavia in occasione dei Giochi olimpici di Rio de Janeiro 2016 e di Tokyo 2020.

## Palmarès
| Anno | Manifestazione                       | Sede           | Evento   | Risultato | Prestazione | Note                                     |
| ---- | ------------------------------------ | -------------- | -------- | --------- | ----------- | ---------------------------------------- |
| 2016 | Giochi olimpici                      | Rio de Janeiro | Maratona | 27ª       | 2h34'05"    | Miglior prestazione personale            |
| 2018 | Mondiali mezza maratona              | Valencia       | Seniores | 36ª       | 1h12'11"    |                                          |
| 2018 | Campionati dei piccoli stati europei | Schaan         | 3000 m   | Argento   | 9'14"30     | [ 1 ]                                    |
| 2021 | Giochi olimpici                      | Tokyo          | Maratona | 54ª       | 2h39'59"    | Miglior prestazione personale stagionale |
| 2022 | Europei                              | Monaco         | Maratona | 47ª       | 2h47'44"    |                                          |

## Altre competizioni internazionali
2008
- Bronzo in Coppa Europa - Second League ( Banská Bystrica), 3000 m - 9'35"68

2009
- Argento alla Mezza maratona di Bratislava ( Bratislava) - 1h18'44"

2010
- 4ª alla Mezza maratona di Wiazowna ( Wiązowna) - 1h17'28"
- 5ª alla Mezza maratona di Koscian ( Kościan) - 1h17'11"

2012
- Oro alla Mezza maratona di Cracovia ( Cracovia) - 1h19'51"
- Oro alla Mezza maratona di Zywiec ( Żywiec) - 1h20'15"
- Oro alla Mezza maratona di Dabrowa Gornicza ( Dąbrowa Górnicza) - 1h15'58"
- Oro alla Mezza maratona di Bytom ( Bytom) - 1h15'34"

2015
- Bronzo alla Mezza maratona di Wiazowna ( Wiązowna) - 1h16'52"
- 7ª alla Maratona di Łódź ( Łódź) - 2h48'23"
- Bronzo alla Mezza maratona di Sopot ( Sopot) - 1h16'20"
- Bronzo alla Mezza maratona di Radzymin ( Radzymin) - 1h18'33"
- 5ª alla Mezza maratona di Skarżysko-Kamienna ( Skarżysko-Kamienna) - 1h23'07"
- Argento alla Maratona di Varsavia ( Varsavia) - 2h35'12"

2016
- Bronzo alla Mezza maratona di Zywiec ( Żywiec) - 1h24'17"
- Bronzo alla Mezza maratona di Kiev ( Kiev) - 1h16'26"
- Oro alla Mezza maratona di Krynica-Zdroj ( Krynica-Zdrój) - 1h16'16"
- 4ª alla Mezza maratona di Cracovia ( Cracovia) - 1h13'02"

2018
- Oro alla Maratona di Cracovia ( Cracovia) - 2h31'27"
- Oro alla Mezza maratona di České Budějovice ( České Budějovice) - 1h13'20"
- 6ª alla Mezza maratona di Olomouc ( Olomouc) - 1h11'43"
- 6ª alla Mezza maratona di Ústí nad Labem ( Ústí nad Labem) - 1h10'45"
- Oro alla Mezza maratona di Bila Cerkva ( Bila Cerkva) - 1h11'36"
- 6ª alla Maratona di Lubiana ( Lubiana) - 2h28'26"
- 6ª alla Maratona di Singapore ( Singapore) - 2h41'51"

2019
- 10ª alla Mezza maratona di Istanbul ( Istanbul) - 1h13'54"
- 14ª alla Maratona di Londra ( Londra) - 2h27'26"
- Oro alla Mezza maratona di Olomouc ( Olomouc) - 1h13'32"
- Oro alla Mezza maratona di České Budějovice ( České Budějovice) - 1h13'29"
- Oro alla Mezza maratona di Karlovy Vary ( Karlovy Vary) - 1h12'34"
- 4ª alla Maratona di Liupanshui ( Liupanshui) - 2h54'28"
- Argento agli Europei a squadre ( Skopje),  3000 m - 9'26"77
- Argento agli Europei a squadre ( Skopje), 5000 m - 16'13"24